# Abstinenzbewegung
Die Abstinenzbewegung (auch Temperenz- oder Temperanzbewegung, von lateinisch temperantia „Mäßigung“) ist eine soziale Bewegung gegen den Genuss alkoholischer Getränke, die Ende des 19. bis Beginn des 20. Jahrhunderts ihren Höhepunkt hatte. Politisch und praktisch aktiv wird die Abstinenzbewegung mithilfe sogenannter Abstinenzvereine, auch Temperanzgesellschaften, die für ein drogenabstinentes Leben eintreten.

## Ursprünge
In Irland bildete sich die erste Abstinenzbewegung 1829. Seit den 1830er Jahren verbreitete sich die Idee von Skandinavien, Schottland und England ausgehend im restlichen Europa. 1831 wurde die British and Foreign Temperance Society gegründet, die jahrelang den Mittelpunkt aller Mäßigkeitsbestrebungen in England bildete.
Der Schweizer Louis-Lucien Rochat, ein freikirchlicher Pfarrer aus der Waadt, war von der englischen Abstinenzbewegung, der auch der Baptist Thomas Cook angehörte, überzeugt und gründete 1877 nach ihrem Vorbild das Blaue Kreuz.
Seit den 1880er Jahren entstand in Russland eine Abstinentenbewegung, initiiert von Johannes Tschurikow.
1896 wurde in Aachen der katholische Kreuzbund von Pater Neumann gegründet, der sich damals noch als Verein zur Mäßigung des Alkoholkonsums verstand. In Deutschland gehörten Ottilie Hoffmann und Anna Klara Fischer zu den führenden Köpfen der Bewegung. Die Ottilie-Hoffmann-Häuser waren alkoholfreie Speisehäuser.

## Weltanschaulicher Hintergrund
Temperenzler sahen im totalen Verzicht auf Alkohol einerseits einen Ansatz zur Heilung von Alkoholkranken, andererseits eine sozialreformerische Maßnahme, da sie den Alkoholkonsum als Ausdruck mangelnder Tugendhaftigkeit betrachteten, die sie wiederum für die Ursache des Elends der unteren Klassen hielten. Dadurch stand die Abstinenzbewegung der Sittlichkeitsbewegung nahe, die eine moralische Reform der Gesellschaft anstrebte. Die Abstinenzvereine zeichneten sich deswegen auch durch ein hohes Sendungsbewusstsein gegenüber der Arbeiter- und Bauernschaft aus.
Mitte der 1880er Jahre brachte der Basler Professor Gustav von Bunge sozialhygienische Argumente in die Abstinenzbewegung ein: Durch den Alkoholkonsum werde das menschliche Erbgut geschädigt und dadurch die Volksgesundheit gefährdet. Deshalb forderte Bunge ein Alkoholverbot und Abstinenz für die gesamte Bevölkerung.
Seit den 1880er Jahren predigte Johannes Tschurikow in Sankt Petersburg den Verzicht auf Alkohol als Voraussetzung für eine religiöse Errettung des Menschen.
Auch in der sozialistischen Bewegung fand die Abstinenzforderung Rückhalt. Als nach dem Ende der Sozialistengesetze im Jahr 1890 für die deutsche Sozialdemokratie wieder legale politische Tätigkeit möglich war, wurde die Aufnahme der Abstinenzforderung in die neuen Parteistatuten verlangt. Grundlage dafür war der gerade im Arbeitermilieu stark verbreitete Alkoholismus. Die Forderung wurde von Karl Kautsky als marxistischem Vordenker der Partei in mehreren Zeitungsartikeln heftig bekämpft – Kautsky wandte sich gegen hemmungslosen Alkoholkonsum, erkannte aber die Kneipenkultur der Sozialdemokratie als wichtigen sozialen Integrationsfaktor an, ohne den die Bewegung nicht überleben könne. Seine Ansichten setzten sich durch, und die abstinenten Sozialistinnen und Sozialisten mussten sich in einem „Arbeiter-Abstinenten-Bund“ separat organisieren.
Um 1900 wurde die Abstinenzbewegung von Vertretern der Eugenik aufgenommen. Der wichtigste Vertreter dieser Richtung in Mitteleuropa war Auguste Forel. Der Psychiater war Mitbegründer des Schweizer Guttempler-Ordens und eröffnete 1889 in Ellikon an der Thur eine Klinik für Alkoholiker; ihm gelangen viele Fortschritte in der Behandlung Alkoholkranker.
Auch das NS-Regime unterstützte in seiner Rassenhygiene eine abstinente Lebensweise.

## Ausmaß und gesellschaftlicher Einfluss

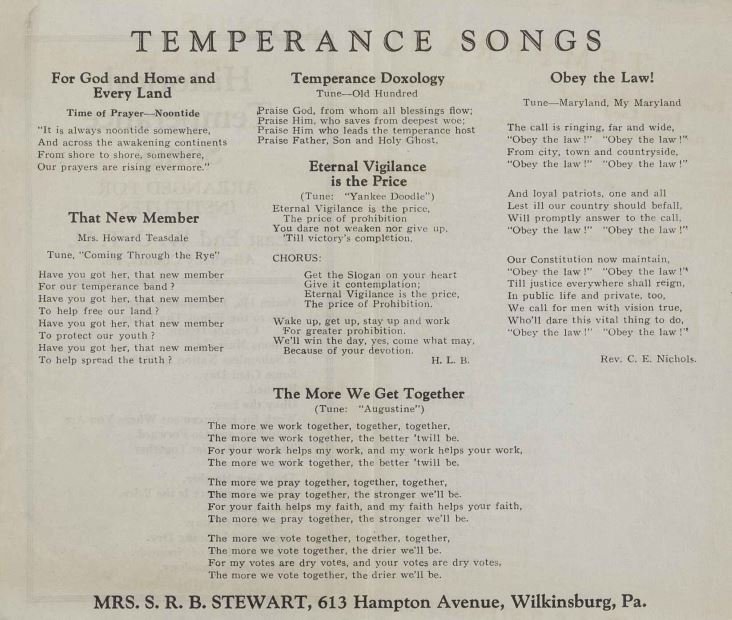
Ein Songbook, das von der Mäßigkeitsbewegung in den USA benutzt wird

Gegen Ende des 19. und Anfang des 20. Jahrhunderts gehörte die Abstinenzbewegung zu den wichtigsten sozialen Bewegungen in Europa und den USA. In der Schweiz waren um 1900 etwa 60.000 Personen in Abstinenzvereinen tätig.
Als sich nach dem Ersten Weltkrieg die Konsumgewohnheiten der Bevölkerung und die gesamtgesellschaftliche Situation änderten, verlor die Abstinenzbewegung an Bedeutung und Einfluss. 1908 stimmten noch 63 % der Schweizer Stimmberechtigten für ein Verbot des Absinths; 20 Jahre später wurde ein Volksbegehren zur Einführung der Möglichkeit der Schweizer Gemeinden, in ihrer Gemeinde die Prohibition einzuführen, mit 67 % Nein-Stimmen abgelehnt.
Der gesellschaftliche Einfluss der Abstinenzbewegung erreichte Ende des 19. und zu Beginn des 20. Jahrhunderts seinen Höhepunkt. Die Änderungen in den Trinkgewohnheiten der Bevölkerung (weg vom Schnaps, hin zu Bier und alkoholfreien Getränken) sind zum Teil dadurch zu erklären, dass Abstinenzvereine und Mediziner das Thema Alkoholkonsum und Alkoholmissbrauch öffentlich diskutierten und so die damit einhergehenden Probleme ins Bewusstsein der Öffentlichkeit brachten.
Gründe für die Veränderung der Trinkgewohnheiten waren auch die Erfindung der Kältemaschine und des untergärigen Bieres (sie machten den Bierkonsum auch außerhalb der Kneipe populär) sowie gesetzliche Maßnahmen wie die 1885 in Preußen erlassene Besteuerung des Branntweins und Reformen zur Begrenzung der Arbeitszeit. Auch wirtschaftliche Interessen von Arbeitgebern spielten eine Rolle: In vielen Betrieben wurde der Alkoholkonsum verboten. Dies sollte die Leistungsfähigkeit der Arbeiter erhöhen und die Zahl der Betriebsunfälle senken.

## Mitgliederstruktur
Wie andere gemeinnützige Vereine und die Sittlichkeitsvereine wurden die Abstinenzvereine zu großen Teilen von ihren weiblichen Mitgliedern getragen, die – in Ermangelung politischer und wirtschaftlicher Rechte – hier eine Möglichkeit fanden, außer Haus tätig zu werden und gesellschaftlichen Einfluss zu nehmen. Innerhalb der Arbeiterschaft hatten Frauen außerdem ein existenzielles Interesse daran, gegen die Minderung des Einkommens und der Arbeitsfähigkeit ihrer Ehemänner durch Alkoholkonsum anzugehen.

## Organisationen
Abstinenzvereine lassen sich in verschiedene Richtungen einteilen. So z. B.
- die christliche Richtung (evangelisch: Blaues Kreuz, katholisch: Kreuzbund, orthodox: Abstinentengemeinschaften)
- die humanistische/pazifistische Richtung (Guttempler)[2]
- die politische Richtung (Sozialistischer Abstinenten-Bund, Deutscher Arbeiter-Abstinenten-Bund, Prohibition Party)
- Berufsverbände (Bund enthaltsamer Ärzte, Bund enthaltsamer Pfarrer, Bund für drogenfreie Erziehung)[3]
- Frauenverbände (Bund Deutscher abstinenter Frauen; Deutscher Frauenbund für alkoholfreie Kultur;[4] Frauenverein für alkoholfreie Gast- und Erholungsstätten), z. B. Einrichtung von Gaststätten ohne Alkohol